# Gamodubu
Gamodubu – wieś w Botswanie w dystrykcie Kweneng. Według spisu ludności z 2011 roku wieś liczyła 501 mieszkańców.